# La Jolla Women's Club
El La Jolla Women's Club  es un edificio histórico ubicado en La Jolla, California.  La Jolla Women's Club se encuentra inscrito  en el Registro Nacional de Lugares Históricos desde el 05 de noviembre de 1974. Irving John Gill fue el arquitecto quién diseñó La Jolla Women's Club.

## Ubicación
El La Jolla Women's Club se encuentra dentro del condado de San Diego en las coordenadas 32°50′39″N 117°16′36″O / 32.844167, -117.276667.